# Umgehungsbahn
Eine Umgehungsbahn ist eine meistens nur dem Güterverkehr dienende Eisenbahnstrecke, die am Rande eines Eisenbahnknotenpunktes den Hauptbahnhof bzw. die Hauptbahnhöfe und deren anschließende innerstädtische Streckenabschnitte umfährt.
Die Güterumgehungsbahn soll hingegen primär dazu dienen, Lärmschutz zu gewährleisten, Güterzüge zum Zielbahnhof unter Ausnutzung geeigneter Eisenbahnstrecken um Kopfbahnhöfe herumzulenken und Gefahrgutunfälle im Innenstadtbereich zu vermeiden.

## Allgemeines
Umgehungsbahnen wurden im Rahmen des Ausbaues vieler Eisenbahnknotenpunkte angelegt, um den Bereich des Hauptbahnhofes durch Verlegen des Güterverkehrs auf die Umgehungsbahn und somit seiner Trennung vom Personenverkehr zu entlasten. Ferner dienen sie zur Umfahrung von Kopfbahnhöfen für durchgehende Züge.
An vielen Umgehungsbahnen wurden auch Rangierbahnhöfe angelegt, wobei die Umgehungsbahn in diesen Fällen neben der Entlastungsfunktion dem Anschluss des Rangierbahnhofes an die einzelnen Strecken des Knotenpunktes dient. Andere Umgehungsbahnen führen den Güterverkehr von einem an einer der Strecken des Eisenbahnknotens gelegenen Rangierbahnhof zu dessen anderen Strecken um die Stadt herum oder stehen, wie zum Beispiel in Bremen oder Oviedo, nicht mehr bzw. überhaupt nicht mit einem Rangierbahnhof in Zusammenhang.
Die Verlegung des Güterverkehrs auf Umgehungsbahnen ermöglichte oft auch den Ausbau der vorher bereits vorhanden gewesenen Strecken und Bahnhöfe für den Personenverkehr und Entlastung der Zugfrequenz der ihn umfahrenden Streckenabschnitte.

## Formen

### Verbindungskurve, -bahn oder -linie
Kurze Strecke, die zwei an derselben Seite des (Haupt-)Bahnhofes einmündende Strecken in Form eines Gleisdreieckes so miteinander verbindet, dass Züge ohne Fahrtrichtungswechsel nacheinander über diese Strecken fahren können. Stellvertretend für die unzähligen derartigen Strecken seien nur diejenigen von Siegen oder Olten erwähnt, ferner als Beispiel zur Umgehung eines Kopfbahnhofes die Verbindungslinie in Marseille.

### Umgehungsbahn in Form eines Teilringes

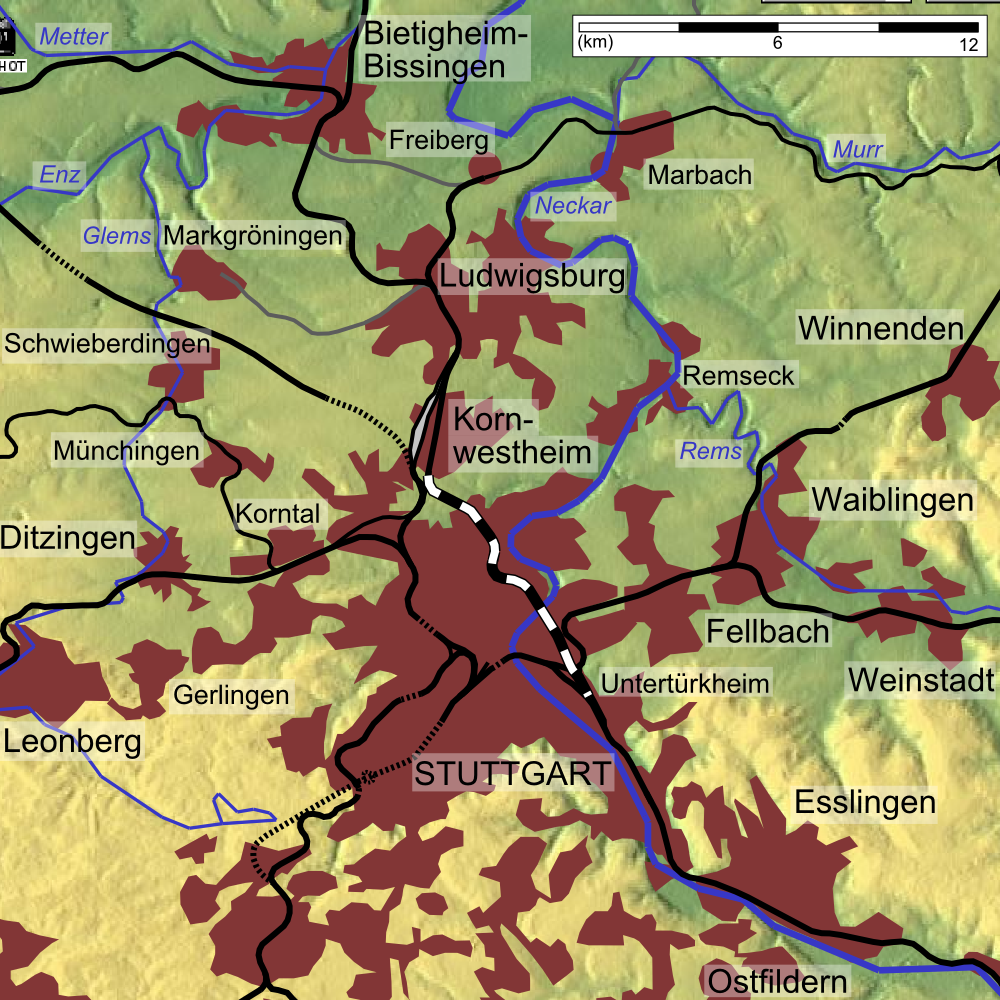
Schusterbahn in Stuttgart (gestrichelt)

Als Umgehungsbahn versteht man in der Regel eine Umfährt des Hauptbahnhofs bzw. der zentralen städtischen Bahnanlagen an einer Seite des Eisenbahnknotens, dieser Fall ist häufig anzutreffen.
Die Schusterbahn in Stuttgart ist ein Beispiel einer Umgehungsbahn als Teilring am Ostrand der Stadt und Zufahrt zum Rangierbahnhof Kornwestheim.

### Ring- oder Gürtelbahn

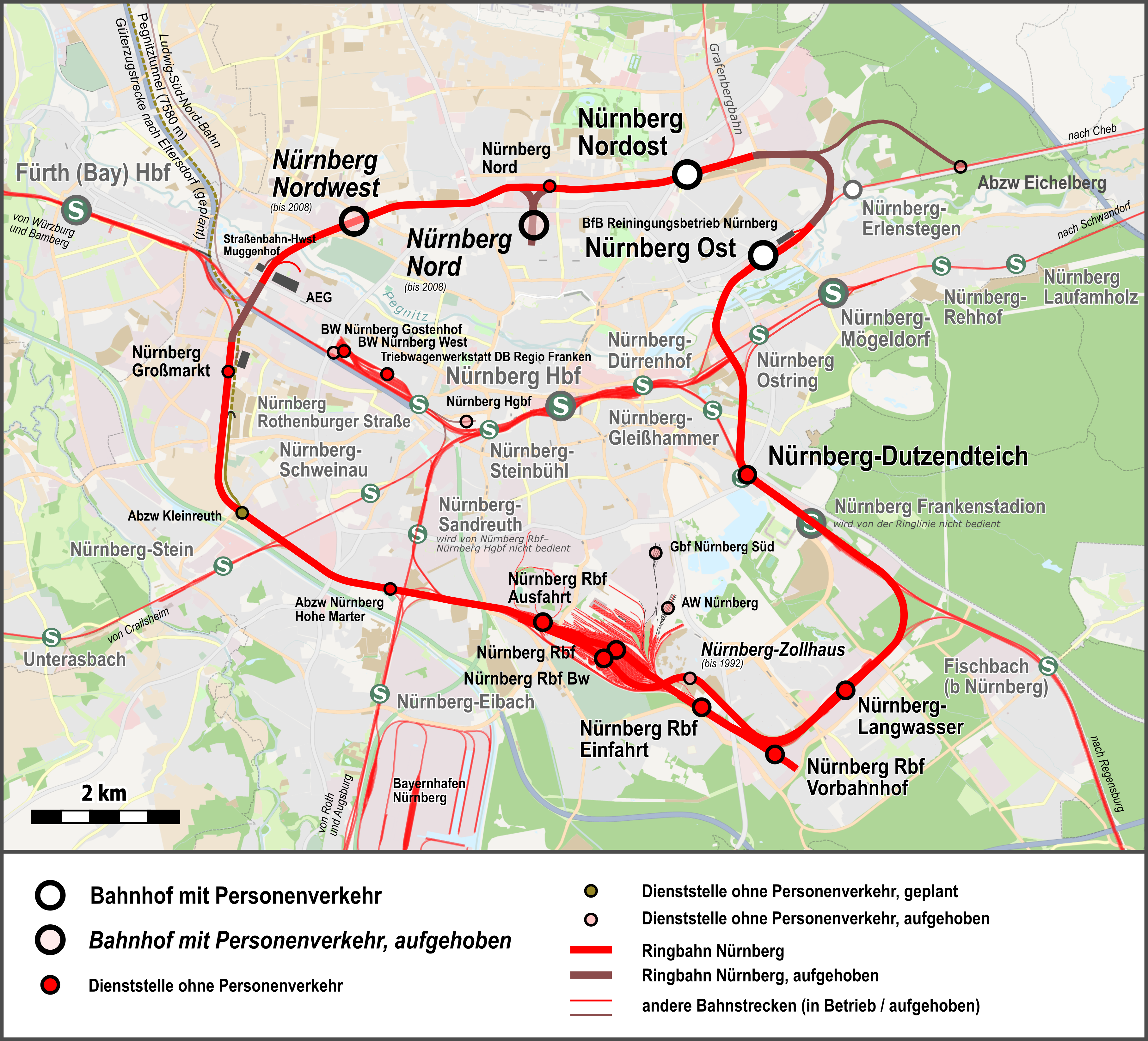
Ringbahn Nürnberg

Den Eisenbahnknoten vollständig umfahrende ringförmige Strecke, seltener anzutreffen; Beispiele: Leipzig (Leipziger Güterring), Nürnberg (Ringbahn Nürnberg, heute teilweise stillgelegt), Metz, Bukarest, Peking. Hierbei bildet die vollständige Umrundung des Eisenbahnknotens mit Güterzugstrecken jedoch nicht immer gleichzeitig einen vollständigen zusammenhängenden Ring, sondern an bestimmten Stellen bestehen nur Einmündungen in die Strecke wie beispielsweise im Norden von Metz.

## Eisenbahnknotenpunkte mit mehreren Umgehungsbahnen
Sehr große Eisenbahnknotenpunkte sowie große Industriegebiete haben manchmal zwei oder gar noch mehr Umgehungs- oder Ringbahnen, die in der Regel zugleich deren wichtigste Rangierbahnhöfe verbinden. Dies ist beispielsweise der Fall in: (Aufzählung innerhalb der Knotenpunkte von innen nach außen)
- Berlin: Berliner Ringbahn, Umgehungsbahn (Brandenburg), Güteraußenring (unvollendet geblieben und teilweise aufgegangen im Berliner Außenring)
- Brüssel und Warschau: jeweils auf einer Seite der zentralen innerstädtischen Tunnelstrecke ein stadtnaher und auf der anderen Seite ein in mäßigem (Brüssel) bzw. größerem (Warschau) Abstand zur Stadt verlegter Halbring
- Budapest: Budapester Ringbahn (ehemals vollständiger Ring um die Innenstadt, heute doppelter Halbring)
- Charkiw: je eine stadtnahe und eine teilweise stillgelegte weiter von der Stadt entfernt gelegene südliche Umgehungsbahn
- Chicago: Vier Halbringe: Belt Railway of Chicago (Gürtelbahn von Chicago), Baltimore and Ohio Chicago Terminal, Indiana Harbor Belt Railroad (Indiana-Hafen-Gürtelbahn); Elgin, Joliet and Eastern Railroad (östlichster Abschnitt stillgelegt); sowie zahlreiche kleinere Verbindungslinien
- Johannesburg: eine Umgehungsbahn, die frühere S.A.R. Mineral Line, am Südrand des Stadtzentrums verlaufend von JB-Langlaagte, JB-New Canada und JB-Kaserne nach Germiston, India Junction und Germiston South nach Elsburg, damit im Stadtgebiet von Johannesburg etwa parallel zur Main Reef Road, mit dem alten Güterbahnhofareal Kaserne West und dem modernen Containerterminal City Deep.[1]
Eine weitere Umgehungsbahn existiert hier als großräumige östliche Umfahrung des gesamten Industriegebietes Witwatersrand mit dem nur teilweise ausgebauten riesigen Rangierbahnhof Sentrarand
- Krakau: ein stadtnaher Halbring sowie eine weitere Umgehungsbahn Kraków Mydlniki–Podłęże über Nowa Huta zum Anschluss der Eisenhütte
- London: Der Halbring besteht teilweise aus mehreren parallel angelegten Güterstreckenabschnitten
- Moskau: Kleine Ringbahn im Stadtgebiet mit dichtem Personenverkehr und Große Ringbahn in größerem Abstand von der Stadt
- Paris: Petite Ceinture (kleine Gürtelbahn, heute nur mehr schwach befahren und auf Teilabschnitten stillgelegt) und Grande Ceinture (große Gürtelbahn)
- Qaraghandy: Zwei einspurige Umgehungsbahnen an der Westseite, wovon die äußere im Südwestabschnitt teilweise stillgelegt ist
- Sankt Petersburg: ein innerstädtischer Halbring, eine stadtnahe Güterverbindungsbahn sowie ein weiterer Halbring in größerer Entfernung zur Stadt
- St. Louis: ein innerer Vollring (Terminal Railroad Association of Saint Louis) und ein beim östlichen Vorort East Saint Louis gelegener äußerer Teilring (Alton and Southern Railroad)
- Tokio: Neben dem zentralen Ring (Yamanote-Linie) befindet sich weiter außerhalb ein Halbring für den Güter- und Vorortverkehr (Musashino-Linie).
- Venedig: beim auf dem Festland vorgelagerten Knotenpunkt Mestre eine Verbindungskurve und eine stillgelegte äußere Umgehungsbahn als Teilring
- Wien: rechts der Donau ein aus ursprünglich unabhängigen Streckenabschnitten zusammengesetzter Vollring, sowie links der Donau ein heute stillgelegter Torso von Verbindungslinien für die Zufahrt zum unvollendet gebliebenen Rangierbahnhof Breitenlee Verschiebebahnhof

Eine Ansammlung mehrerer Umgehungsbahnen unterschiedlicher Art befindet sich im Rhein-Ruhr-Gebiet:
- Zum einen eine durchgehende Umgehungsbahn für das gesamte Industriegebiet in Form der Hamm-Osterfelder Bahn am Nordrand des Ruhrgebiets und ihrer Fortsetzung entlang der Rheinschiene (größtenteils auf Strecken der ehemaligen Rheinischen Eisenbahn-Gesellschaft, siehe Bottrop Süd–Duisburg-Wedau und (Mülheim-Speldorf–)Duisburg-Wedau–Troisdorf) an den östlichen Stadträndern von Duisburg, Düsseldorf und Köln vorbei bis Troisdorf.
- Zum anderen verschiedene nur dem Güterverkehr dienende Strecken innerhalb des eigentlichen Ruhrgebiets, von denen besonders der Teilring um Dortmund erwähnenswert ist.
- Weiterhin gibt es auch eine Güterumgehungsbahn in Mönchengladbach, die nach zeitweiliger Außerbetriebnahme in den 2000er Jahren seit der Indienststellung des elektronischen Stellwerks wieder in Betrieb ist und der Umfahrung des stark belasteten nur zweigleisigen Streckenabschnitts Mönchengladbach Hauptbahnhof – Rheydt Hauptbahnhof dient.

Eine ähnliche Situation besteht auch in anderen Industriegebieten wie dem Oberschlesischen Industriegebiet und dem Donezbecken.

## Besonderheiten

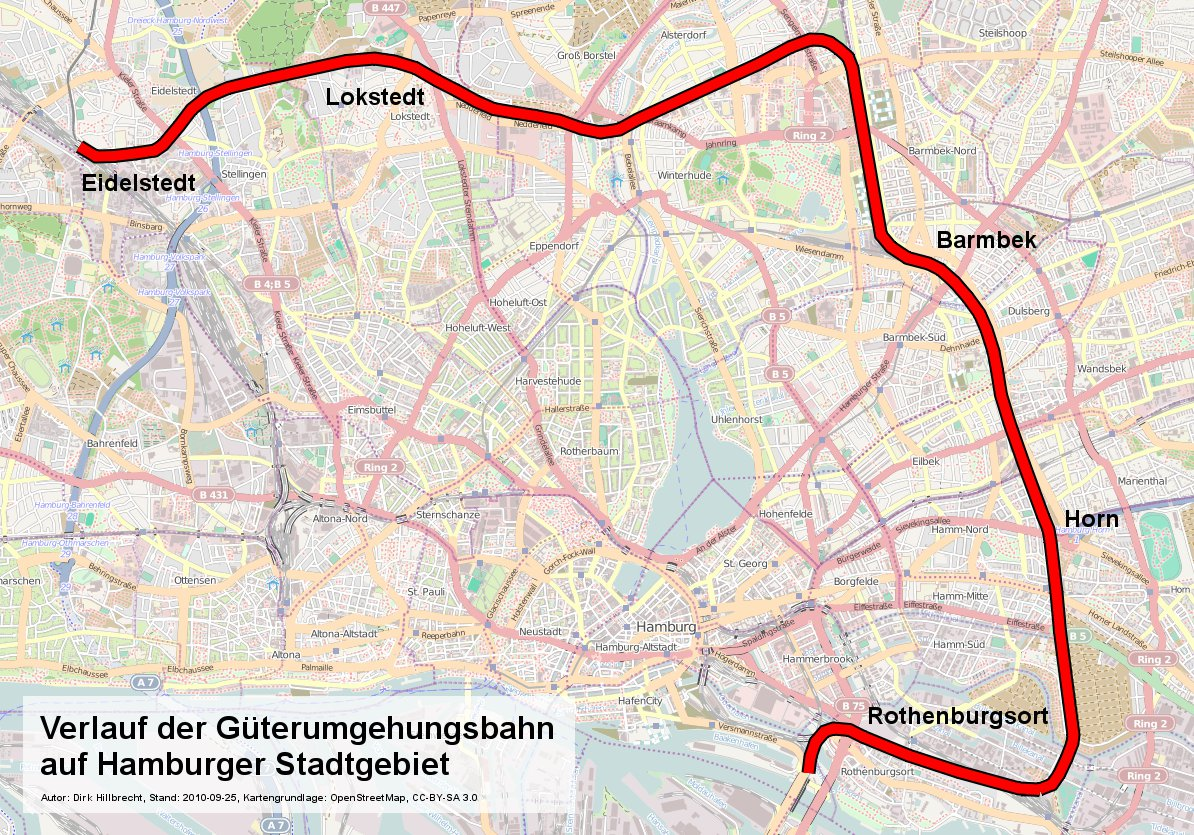
Güterumgehungsbahn Hamburg

Manchmal verlaufen Umgehungsbahnen auch abschnittsweise als zusätzliche Gleise mehrspuriger Zulaufstrecken des Knotenpunktes, zum Beispiel in Hamburg, Antwerpen, Mailand und Rom.
Da die meisten Umgehungsbahnen vorderhand oder ausschließlich für den Güterverkehr angelegt wurden, findet auf ihnen entweder kein oder nur wenig Personenverkehr statt. Starken Personenverkehr weisen dagegen die innere Berliner Ringbahn und die Umgehungsbahn von Florenz auf.
In manchen Ländern, darunter besonders zum Erbfeind im Westen, wegen der deutschen Teilung oder in der ehemaligen Sowjetunion, wurden außerdem vorwiegend oder ausschließlich militärischen Zwecken dienende strategische Umgehungsbahnen angelegt, die teilweise für den Zivilverkehr überflüssig sind und von denen manche daher auch bereits stillgelegt wurden.
Sehr selten sind grenzüberschreitende Umgehungsbahnen, beispielsweise in Como oder Brest (Belarus).

## Umgehungsbahnen an Hochgeschwindigkeitsstrecken
Im Zuge des Baues von Hochgeschwindigkeitsstrecken wurden auch wenige Umgehungsbahnen für Hochgeschwindigkeitszüge errichtet, zum Beispiel bei Stendal, Paris, Tours, Lyon und Saragossa. Solche Strecken dienen gegebenenfalls auch zum Anschluss des örtlichen Flughafens an das Hochgeschwindigkeitsnetz der Eisenbahn.